# Cobie le Grange
Cobie le Grange (Boksburg, 1942) is een Zuid-Afrikaans voormalig golfer en golfcommentator.
Als golfer behaalde le Grange in de jaren 1960 grote golfsuccessen in Groot-Brittannië en Australië. Daarnaast won hij ook enkele kleine golftoernooien in Zuid-Afrika zoals het General Motors Open en het Western Province Open. Na zijn actieve carrière als golfspeler werd le Grange golfcommentator en golfbaanarchitect.
In 2011 werd le Grange opgenomen op de Zuid-Afrikaanse Golf Hall of Fame.

## Prestaties
Tijdens zijn golfcarrière won le Grange alleen bij de professionals golftoernooien.
- 1964: British Masters, Australian Masters
- 1965: Pringle of Scotland
- 1966: Western Province Open
- 1967: Natal Open, Pepsi Cola Tournament, General Motors Open
- 1968: Transvaal Open, General Motors Open
- 1969: British Masters, Western Province Open
- 1971: Royal Swazi Sun Open